# Reus Imperials 2019
Questa voce raccoglie le informazioni riguardanti i Reus Imperials nelle competizioni ufficiali della stagione 2019.

## XXXI LCFA Senior

### Stagione regolare
| 4 novembre 2018, ore 17:00 | Ducs Football | 12 – 6 referto | Reus Imperials |  |

| 18 novembre 2018, ore 12:00 | Reus Imperials | 0 – 34 referto | Barcelona Pagesos |  |

| 2 dicembre 2018, ore 17:00 | Argentona Bocs | 34 – 0 referto | Reus Imperials |  |

| 16 dicembre 2018, ore 16:00 | Reus Imperials | 0 – 34 referto | Barberá Rookies |  |

| 13 gennaio 2019, ore 12:30 | Terrassa Reds | 48 – 0 referto | Reus Imperials |  |

| 26 gennaio 2019, ore 17:00 | Reus Imperials | 21 – 14 referto | Vilafranca Eagles |  |

| 10 febbraio 2019, ore 12:00 | Santa Coloma de Cervelló Legends | 29 – 14 referto | Reus Imperials |  |

| 24 febbraio 2019, ore 11:00 | Reus Imperials | 0 – 20 referto | Barcelona Uroloki |  |

| 10 marzo 2019, ore 17:00 | L'Hospitalet Pioners | 44 – 0 referto | Reus Imperials |  |

| 24 marzo 2019, ore 11:00 | Reus Imperials | 22 – 19 referto | Barcelona Búfals |  |

| 7 aprile 2019, ore 17:00 | Riudoms Rebels | 3 – 12 referto | Reus Imperials |  |

## Statistiche di squadra
| Competizione      | %Vittorie | In casa | In casa | In casa | In casa | In casa | In casa | In trasferta | In trasferta | In trasferta | In trasferta | In trasferta | In trasferta | Totale | Totale | Totale | Totale | Totale | Totale |
| Competizione      | %Vittorie | G       | V       | N       | P       | Pf      | Ps      | G            | V            | N            | P            | Pf           | Ps           | G      | V      | N      | P      | Pf     | Ps     |
| ----------------- | --------- | ------- | ------- | ------- | ------- | ------- | ------- | ------------ | ------------ | ------------ | ------------ | ------------ | ------------ | ------ | ------ | ------ | ------ | ------ | ------ |
| Stagione regolare | .273      | 5       | 2       | 0       | 3       | 43      | 121     | 6            | 1            | 0            | 5            | 32           | 170          | 11     | 3      | 0      | 8      | 75     | 291    |
| Totale            | .273      | 5       | 2       | 0       | 3       | 43      | 121     | 6            | 1            | 0            | 5            | 32           | 170          | 11     | 3      | 0      | 8      | 75     | 291    |